# Norbert Schwarz (Schauspieler)
Norbert Schwarz (* 1947 in Garz/Rügen)  ist ein deutscher Schauspieler, Puppenspieler, Erzähler, Theaterleiter, Synchron- und Hörspielsprecher.

## Leben
Norbert Schwarz wurde 1947 in Garz/Rügen geboren und im Alter von 14 Jahren Mitglied einer Laienpuppenbühne.  Nach dem Abitur wurde er Eleve an der Puppenbühne Österreich-Ohnesorge, die Teil der Bühnen der Stadt Gera war. Im Alter von 20 Jahren begann er eine Schauspielausbildung an der Staatlichen Schauspielschule Rostock, die er anschließend durch eine künstlerische Aspirantur an der Hochschule für Film und Fernsehen der DDR in Potsdam-Babelsberg ergänzte. Es folgten Theaterengagements in Stralsund, Frankfurt/Oder, Schwerin und Dresden sowie Film- und Fernsehaufgaben. Im Alter von 30 Jahren wurde er in der DDR wegen versuchter Republikflucht verhaftet und hat 1979 nach dem Freikauf durch die Bundesrepublik Deutschland die DDR aus dem Zuchthaus Cottbus verlassen, um in West-Berlin seinen neuen Hauptwohnsitz zu finden. Hier war er Schauspieler an verschiedenen Theatern, wirkte in Fernseh- und Filmproduktionen, sowie als Hörspielsprecher mit. Es folgte ein Studium an der  Freien Universität Berlin in den Richtungen Theaterwissenschaft, Publizistik und Germanistik. Anschließend arbeitete er für mehrere Rundfunkanstalten als Sprecher, Moderator, Autor, Reporter und Regisseur. Im Jahr 2004 gründete Norbert Schwarz die Puppenbühne theater minimal, um somit wieder zu seinen Wurzeln zurückzukehren.

## Filmografie
- 1975: Kriminalfälle ohne Beispiel: Mord im Märkischen Viertel (Fernsehreihe)
- 1976: Polizeiruf 110: Ein ungewöhnlicher Auftrag (Fernsehreihe)
- 1977: Viechereien (Fernsehfilm)
- 1979: Feuer unter Deck
- 1981: Engel aus Eisen
- 1981: Tatort: Katz und Mäuse (Fernsehreihe)
- 1989: Tatort: Keine Tricks, Herr Bülow (Fernsehreihe)
- 1990: Hitlerjunge Salomon

## Theater
- 1969: Manfred Nitschke/Heinz Hall: Ein Strom, der Liebe heißt – Regie: Hanns Anselm Perten (Volkstheater Rostock)
- 1976: Friedrich Schiller: Don Carlos – Regie: Christoph Schroth (Mecklenburgisches Staatstheater Schwerin)
- 1983: Tadeusz Różewicz: Eine alte Frau brütet – Regie:  Henryk Baranowski (Transform-Theater im Künstlerhaus Bethanien Studio I Berlin)

## theater minimal
- 2004: Brüder Grimm: Schneewittchen (TheaterNative C Cottbus)
- 2017: Brüder Grimm: Der glückliche Hans (Hans im Glück) (Zimmertheater Steglitz)

## Hörspiele
- 1976: Adolf Glaßbrenner: Antigone in Berlin – Regie: Werner Grunow (Hörspiel – Rundfunk der DDR)
- 1982: Horst Bienek: Das Gesicht, das mein Gesicht gefangen hält (Netschajew) – Regie: Raoul Wolfgang Schnell (Hörspiel – WDR/SFB)
- 1982: Joachim Walther: Candide oder Hoffen lernen (Vormund) – Regie: Manfred Marchfelder (Hörspiel – RIAS Berlin/SDR)
- 1984: Adalet Ağaoğlu: Die zarte Rose meiner Sehnsucht – Regie: Götz Naleppa (Hörspiel – RIAS Berlin)
- 1984: Achim Bröger: Unsichtbar (Lehrer) – Regie: Uli Herzog (Kinderhörspiel/Kurzhörspiel aus der Reihe Nickel und Herr Siemon hinter der Wand – SFB)
- 1984: Achim Bröger: Das stärkste Kind der Welt (Lehrer) – Regie: Uli Herzog (Kinderhörspiel/Kurzhörspiel aus der Reihe Nickel und Herr Siemon hinter der Wand – SFB)
- 1985: Renke Korn: Der Hausmann (Stefan) – Regie: Renke Korn (Hörspiel – RIAS Berlin/RB)
- 1985: Achim Bröger: Immer die Wahrheit sagen (Lehrer) – Regie: Uli Herzog (Kinderhörspiel/Kurzhörspiel aus der Reihe Nickel und Herr Siemon hinter der Wand – SFB)
- 1986: Ingeburg Kanstein: Viel lieber würde ich mit dir spielen – Regie: Uli Herzog (Kinderhörspiel/Kurzhörspiel – SFB)
- 1986: Peter Boris: Das gebremste Lachen (Sprecher) – Regie: Manfred Marchfelder (Hörspiel – RIAS Berlin)
- 1987: Achim Bröger: Ganz fleißig sein – Regie: Uli Herzog (Kinderhörspiel/Kurzhörspiel aus der Reihe Nickel und Herr Siemon hinter der Wand – SFB)
- 1987: Stefan Reisner: Die drei im Turm – Regie: Georg Eichinger (Hörspiele, 2 Teile – SFB)
- 1987: Sabine Korsukewitz: Lirum, Larum Löffel Stiefel – Regie: Uli Herzog (Hörspiel – SFB)
- 1987: Franz Sales Sklenitzka: Der Monsterjäger – Regie: Uli Herzog (Hörspiel, 2 Teile – SFB)
- 1987: Howard Barker: Gemälde einer Schlacht (Beamter) – Regie: Roy Kift (Hörspiel – RB/RIAS Berlin/SWF)
- 1987: Achim Bröger: Nickel und Zottel als Detektiv – Regie: Uli Herzog (Kinderhörspiel/Kurzhörspiel aus der Reihe Nickel und Herr Siemon hinter der Wand – SFB)
- 1988: Eva Polak: Er oder ich – Regie: Uli Herzog (Hörspiel, 2 Teile – SFB)
- 1988: Achim Bröger: Guten Tag, lieber Wal (Dritter Mann) – Regie: Uli Herzog (Hörspiel – SFB)
- 1988: Lasse Ekholm: Kalle Karlsson und die Elstern (Papa) – Regie: Uli Herzog (Kinderhörspiel/Kurzhörspiel – SFB)
- 1988: Michael Koser: Professor van Dusen fährt Schlitten (Matrose) – Regie: Rainer Clute (Kriminalhörspiel – SFB)
- 1988: David Chotjewitz: Bücher waren ihr Schicksal – Regie: Klaus Mehrländer (Hörspiel – WDR)
- 1988: Walter Wippersberg: Julias Hexe – Regie: Walter Wippersberg (Kriminalhörspiel, 3 Teile – SFB/RB)
- 1989: Achim Bröger: Wir müssen zu Friedrichs (Herr Friedrich) – Regie: Uli Herzog (Kinderhörspiel/Kurzhörspiel – SFB)
- 1989: Thomas Fuchs: Von Drachen und Flugzeugen oder Warum Jan träumt (Lehrer) – Regie: Dieter Moebes (Kinderhörspiel – SFB)
- 1990: Hans Häußler: Wie Jonny nach Afrika kam (Cop) – Regie: Klaus Wirbitzky (Hörspiel – WDR)
- 1990: Eckhard Mieder: Hände hoch, Hotel – Regie: Albrecht Surkau (Hörspiel – Funkhaus Berlin)
- 1992: Michael Koser: Professor van Dusen treibt den Teufel aus (Wachtmeister Malone) – Regie: Rainer Clute (Kriminalhörspiel – RIAS Berlin)
- 1992: -ky: Niemand kennt Tag und Stunde (Journalist) – Regie: Albrecht Surkau (Kriminalhörspiel – WDR)
- 1992: Renke Korn: Es ist so, wie es ist (Sprecher) – Regie: Peter Groeger (Hörspiel – DS Kultur)
- 1992: Thomas Fuchs: ... und Hunde, die niemals bellten oder Christoph Columbus (Epilog Stimme) – Regie: Peter Groeger (Kinderhörspiel – DS Kultur)
- 1992: Gabriele M. Göbel: Ida-Alis Spielzeuginsel (Lehrer) – Regie: Uli Herzog (Kinderhörspiel – SFB)
- 1993: Gert Köhler: Sonntag zwischen fünf und sechs (Arbeitsamt) – Regie: Albrecht Surkau (Hörspiel – ORB/MDR)
- 1993: Christina Calvo: Morgen wird die Hochzeit sein (Radiosprecher) – Regie: Peter Groeger (Kinderhörspiel – DS Kultur/HR)
- 1995: Siegfried Lenz: Deutschstunde (Hinnerk Timmsen/Feuerwehrmann) – Regie: Bärbel Jarchow-Frey (Hörspiel – DLR)

## Synchronisationen

### Spielfilme
- 1972 (1988): Michael Douglas als Danny in Flucht in die Wildnis
- 1980: Donald Dunn als Donald „Duck“ Dunn in Blues Brothers
- 1984: Miguel Ferrer als Excelsior Brückenoffizier in Star Trek III: Auf der Suche nach Mr. Spock
- 1988: Damir Andrei als Birchall in  Die Unzertrennlichen
- 1990: Michael Flynn als Ornita in 24 Stunden in seiner Gewalt
- 1991: Frazer Smith als Reporter in König der Fischer
- 1991: Giancarlo Prete als Angolo Poliziano in Michelangelo – Genie und Leidenschaft
- 1993: Peter Vogt als Bankmanager in Mr. Jones
- 1994: Paul Anthony McLean als Pappas in Begegnungen – Intersection
- 1994: Joe Moskowitz als Nachrichtensprecher in Das Wunder von Manhattan

### Fernsehserien
- 1955–1975: 5 Schauspieler, 5 Episoden in Rauchende Colts
- 1958–1963: 4 Schauspieler, 4 Episoden in Gnadenlose Stadt
- 1959–1973: Robert Ridgely als Billy Joein, 1 Episode in Bonanza
- 1963–1967: 1 Schauspieler als Priester Connelly, 1 Episode in Auf der Flucht
- 1965–1974: 9 Schauspieler, 10 Episoden in FBI
- 1972–1977: Geoffrey Lewis als Mr. Harris, 1 Episode in Die Straßen von San Francisco
- 1974–1984: Robert Casper als Orville, 1 Episode in Happy Days
- 1974–1976: 2 Schauspieler, 2 Episoden in Petrocelli
- 1975–1982: 3 Schauspieler, 3 Episoden in Barney Miller
- 1976–1983: Buck Young als Dr. Glidden,  1 Episode in Quincy
- 1978–1979: als Soldat, 1 Episode in Captain Future
- 1978–1991: Sean McGuirk als Bud Brewer, 1 Episode in Dallas
- 1982–1985: Herb Edelman als Thomas C. Dexter, 1 Episode in Matt Houston
- 1982–1987: Tom Henschel als Ethan Deerfield, 1 Episode in Remington Steele
- 1983–1987: 2 Schauspieler, 2 Episoden in Das A-Team
- 1984–1991: Paul Drake als Lambert, 1 Episode in Hunter
- 1984–1989: 2 Schauspieler, 2 Episoden in Mike Hammer (Mickey Spillane’s Mike Hammer)
- 1984–1996: 3 Schauspieler, 3 Episoden in Mord ist ihr Hobby
- 1985–1988: Philip Kraus als Brad Munson, 1 Episode in Spenser
- 1986–1994: 6 Schauspieler, 6 Episoden in L.A. Law – Staranwälte, Tricks, Prozesse
- 1986–1995: 2 Schauspieler, 2 Episoden in  Matlock
- 1986–1991: Maurice LaMarche als Ralph, 1 Episode in The Real Ghostbusters
- 1987–1991: 3 Schauspieler, 3 Episoden in 21 Jump Street – Tatort Klassenzimmer
- 1987–1990: 4 Schauspieler, 4 Episoden in Kampf gegen die Mafia
- 1987–1995: 3 Schauspieler, 3 Episoden in Raumschiff Enterprise – Das nächste Jahrhundert
- 1990–1993: Simon Hart als Geschäftsführer Dave, 1 Episode in Parker Lewis – Der Coole von der Schule
- 1990–1996: Anthony Auer als Nachrichtensprecher, 1 Episode in Der Prinz von Bel-Air